# Seliște, Leova
Seliște este un sat din cadrul comunei Cazangic, raionul Leova, Republica Moldova.

## Istorie
Satul a fost atestat pentru prima dată în 1554:
„Din mila lui Dumnezeu, noi Alexandru voievod, domn al Țării Moldovei. Facem cunoscut cu această carte a noastră tuturor celor care o vor vedea sau o vor auzi citindu-se că pe aceste adevărate slugi ale noastre Petrica și sora lui, Maria copiii Stanei, nepoții lui Ignat stolnic, i-am miluit cu mila noastră deosebită și le-am dat și le-am întărit de la noi, în țara noastră a Moldovei, dreapta lor ocină și moșie, din uricele lor drepte, din privilegiile bunicului lor Ignat stolnic, ce le-a avut dc la străbunicii noștri, de la Ilie și Ștefan voievozi, și din privilegiu de împărțeală de la fratele domniei mele, Ștefan voievod cel Tânăr, și din privilegiu de întăritură de la unchiul domniei mele, de la Petru voievod, satul pe Prut, unde a fost Ștefan Negrul, și o seliște pe Sărata, la rediul lui Terchilă și unde a fost Fântâna lui Afendici și jumătate din Jemăroaia, partea de sus.

...

A scris Dumitru Vascan, la Iași, în anul 7062 <1554> aprilie 30.”

## Demografie

### Structura etnică
Structura etnică a localității conform recensământului populației din 2004:
| Grup etnic                    | Populație | % Procentaj |
| ----------------------------- | --------- | ----------- |
| Băștinași declarați Moldoveni | 293       | 98,32%      |
| Bulgari                       | 4         | 1,34%       |
| Ucraineni                     | 1         | 0,34%       |
| Total                         | 298       |             |